# Patrick Sharp
Pour les articles homonymes, voir Sharp.
Patrick Sharp (né le 27 décembre 1981 à Winnipeg, dans la province du Manitoba au Canada) était un joueur professionnel canadien de hockey sur glace. Il évoluait dernièrement avec les Blackhawks de Chicago de la Ligue nationale de hockey.

## Carrière
Patrick Sharp commence sa carrière avec les Flyers de Thunder Bay de la Ligue des États-Unis de hockey sur glace. Il continue ensuite son développement dans la Hockey East, avec les Catamounts du Vermont. En 2001, il est repêché en 95e position au total du repêchage de la LNH par les Flyers de Philadelphie.
Il fait ses débuts dans la LNH en 2002-2003, saison pendant laquelle il joue cependant majoritairement avec les Phantoms de Philadelphie en LAH. La saison suivante, il partage son temps entre les Flyers et leur club ferme, les Phantoms. En raison du lock-out de la LNH 2004-2005, il joue toute l'année en LAH, aidant son équipe à remporter la Coupe Calder.
Patrick Sharp est cédé durant la saison 2005-2006 aux Blackhawks de Chicago en compagnie d'Éric Meloche, contre Matt Ellison et un choix de 3e ronde lors du repêchage d'entrée dans la LNH 2006. Il termine la saison avec un bilan cumulé de 31 points. En 2007-2008, il comptabilise 36 buts et 26 aides pour 62 points.
Au début de la saison 2008-2009, il est nommé assistant-capitaine des Blackhawks, aux côtés de Duncan Keith. Bien qu'il manque plusieurs matchs pour cause de blessure, il totalise 44 points en 61 parties. Son équipe échoue en finale de l'association de l'Ouest face aux Red Wings de Détroit.
Lors de la saison suivante, il réalise sa meilleure saison dans la LNH avec 25 buts et 41 aides pour 66 points. Son équipe va au bout des séries éliminatoires et il remporte ainsi la Coupe Stanley. Il est alors un des membres importants des Blackhawks, co-menant son équipe lors des séries avec 11 buts et totalisant le même nombre de passe pour terminer 3e pointeur de l'équipe et 5e des séries (toutes équipes incluses) avec 22 points.
Le 15 juin 2015, il remporte sa troisième Coupe Stanley avec Chicago.
Le 10 juillet 2015, il est échangé avec le défenseur Stephen Johns aux Stars de Dallas contre le défenseur Trevor Daley et l'attaquant Ryan Garbutt.

## Carrière internationale
Sharp a représenté la sélection du Canada au Championnat du monde 2008, où il a remporté la médaille d'argent.

## Statistiques

### En club
| Saison     | Équipe                   | Ligue      |     | Saison régulière | Saison régulière | Saison régulière | Saison régulière | Saison régulière |    | Séries éliminatoires | Séries éliminatoires | Séries éliminatoires | Séries éliminatoires | Séries éliminatoires |
| Saison     | Équipe                   | Ligue      | PJ  | B                | A                | Pts              | Pun              | PJ               | B  | A                    | Pts                  | Pun                  |                      |                      |
| 1998-1999  | Flyers de Thunder Bay    | USHL       | 55  | 19               | 24               | 43               | 48               | 3                | 1  | 1                    | 2                    | 0                    |                      |                      |
| 1999-2000  | Flyers de Thunder Bay    | USHL       | 56  | 20               | 35               | 55               | 41               | -                | -  | -                    | -                    | -                    |                      |                      |
| 2000-2001  | Catamounts du Vermont    | NCAA       | 34  | 12               | 15               | 27               | 36               | -                | -  | -                    | -                    | -                    |                      |                      |
| 2001-2002  | Catamounts du Vermont    | NCAA       | 31  | 13               | 13               | 26               | 50               | -                | -  | -                    | -                    | -                    |                      |                      |
| 2002-2003  | Phantoms de Philadelphie | LAH        | 53  | 14               | 19               | 33               | 39               | -                | -  | -                    | -                    | -                    |                      |                      |
| 2002-2003  | Flyers de Philadelphie   | LNH        | 3   | 0                | 0                | 0                | 2                | -                | -  | -                    | -                    | -                    |                      |                      |
| 2003-2004  | Phantoms de Philadelphie | LAH        | 35  | 15               | 14               | 29               | 45               | 1                | 2  | 0                    | 2                    | 0                    |                      |                      |
| 2003-2004  | Flyers de Philadelphie   | LNH        | 41  | 5                | 2                | 7                | 55               | 12               | 1  | 0                    | 1                    | 2                    |                      |                      |
| 2004-2005  | Phantoms de Philadelphie | LAH        | 75  | 23               | 29               | 52               | 80               | 21               | 8  | 13                   | 21                   | 20                   |                      |                      |
| 2005-2006  | Flyers de Philadelphie   | LNH        | 22  | 5                | 3                | 8                | 10               | -                | -  | -                    | -                    | -                    |                      |                      |
| 2005-2006  | Blackhawks de Chicago    | LNH        | 50  | 9                | 14               | 23               | 36               | -                | -  | -                    | -                    | -                    |                      |                      |
| 2006-2007  | Blackhawks de Chicago    | LNH        | 80  | 20               | 15               | 35               | 74               | -                | -  | -                    | -                    | -                    |                      |                      |
| 2007-2008  | Blackhawks de Chicago    | LNH        | 80  | 36               | 26               | 62               | 55               | -                | -  | -                    | -                    | -                    |                      |                      |
| 2008-2009  | Blackhawks de Chicago    | LNH        | 61  | 26               | 18               | 44               | 41               | 17               | 7  | 4                    | 11                   | 6                    |                      |                      |
| 2009-2010  | Blackhawks de Chicago    | LNH        | 82  | 25               | 41               | 66               | 28               | 22               | 11 | 11                   | 22                   | 16                   |                      |                      |
| 2010-2011  | Blackhawks de Chicago    | LNH        | 74  | 34               | 37               | 71               | 38               | 7                | 3  | 2                    | 5                    | 2                    |                      |                      |
| 2011-2012  | Blackhawks de Chicago    | LNH        | 74  | 33               | 36               | 69               | 38               | 6                | 1  | 0                    | 1                    | 4                    |                      |                      |
| 2012-2013  | Blackhawks de Chicago    | LNH        | 28  | 6                | 14               | 20               | 14               | 23               | 10 | 6                    | 16                   | 8                    |                      |                      |
| 2013-2014  | Blackhawks de Chicago    | LNH        | 82  | 34               | 44               | 78               | 40               | 19               | 5  | 5                    | 10                   | 6                    |                      |                      |
| 2014-2015  | Blackhawks de Chicago    | LNH        | 68  | 16               | 27               | 43               | 33               | 23               | 5  | 10                   | 15                   | 8                    |                      |                      |
| 2015-2016  | Stars de Dallas          | LNH        | 76  | 20               | 35               | 55               | 27               | 13               | 4  | 2                    | 6                    | 0                    |                      |                      |
| 2016-2017  | Stars de Dallas          | LNH        | 48  | 8                | 10               | 18               | 31               | -                | -  | -                    | -                    | -                    |                      |                      |
| 2017-2018  | Blackhawks de Chicago    | LNH        | 70  | 10               | 11               | 21               | 14               | -                | -  | -                    | -                    | -                    |                      |                      |
| Totaux LNH | Totaux LNH               | Totaux LNH | 939 | 287              | 333              | 620              | 536              | 142              | 47 | 40                   | 87                   | 52                   |                      |                      |

### En équipe nationale
| Année | Évènement            |   | PJ | B | A | Pts | Pun | +/-               |  | Résultat |
| 2008  | Championnat du monde | 9 | 3  | 0 | 3 | 4   | +3  | Médaille d'argent |  |          |
| 2012  | Championnat du monde | 8 | 1  | 7 | 8 | 2   | +2  | Cinquième place   |  |          |
| 2014  | Jeux olympiques      | 5 | 1  | 0 | 1 | 4   | +2  | Médaille d'or     |  |          |

## Trophées et honneurs personnels
- Ligue américaine de hockey
  - 2005 : remporte la Coupe Calder avec les Phantoms de Philadelphie.
- Ligue nationale de hockey
  - 2009-2010 : remporte la Coupe Stanley avec les Blackhawks de Chicago
  - 2012-2013 : remporte la Coupe Stanley avec les Blackhawks de Chicago
  - 2014-2015 : remporte la Coupe Stanley avec les Blackhawks de Chicago
- Équipe nationale
  - 2008 :  Médaille d'argent aux championnats du monde.